# Rollingstone, Queensland
Rollingstone är en del av en befolkad plats i Australien. Den ligger i kommunen Townsville och delstaten Queensland, omkring 1 200 kilometer nordväst om delstatshuvudstaden Brisbane.
Trakten är glest befolkad. Rollingstone är det största samhället i trakten. Genomsnittlig årsnederbörd är 1 014 millimeter. Den regnigaste månaden är februari, med i genomsnitt 254 mm nederbörd, och den torraste är september, med 6 mm nederbörd.